# Вал дела Мета (Арецо)
Вал дела Мета је насеље у Италији у округу Арецо, региону Тоскана.
Према процени из 2011. у насељу је живело 40 становника. Насеље се налази на надморској висини од 903 м.